# Sarkad (distrikt)
Sarkad är ett distrikt i Ungern. Det ligger i provinsen Békés, i den östra delen av landet, 200 km öster om huvudstaden Budapest.